# Tampico
Tampico ist eine Hafenstadt im äußersten Süden des mexikanischen Bundesstaats Tamaulipas mit 297.284 Einwohnern (Stand 2010), gelegen wenige Kilometer von der Küste des Golfs von Mexiko. Tampico ist von Sumpf und Lagunen umgeben. Das Wort Tampico entstammt der Huasteco-Sprache. Tam bedeutet „Ort“ und Piko bedeutet „Wasserhunde“ oder „Otter“ (diese lebten dort in vorkolumbischer Zeit). Die Stadt Tampico ist Verwaltungssitz und einzige größere Siedlung des Municipio Tampico sowie Sitz des Bistums Tampico.

## Geschichte

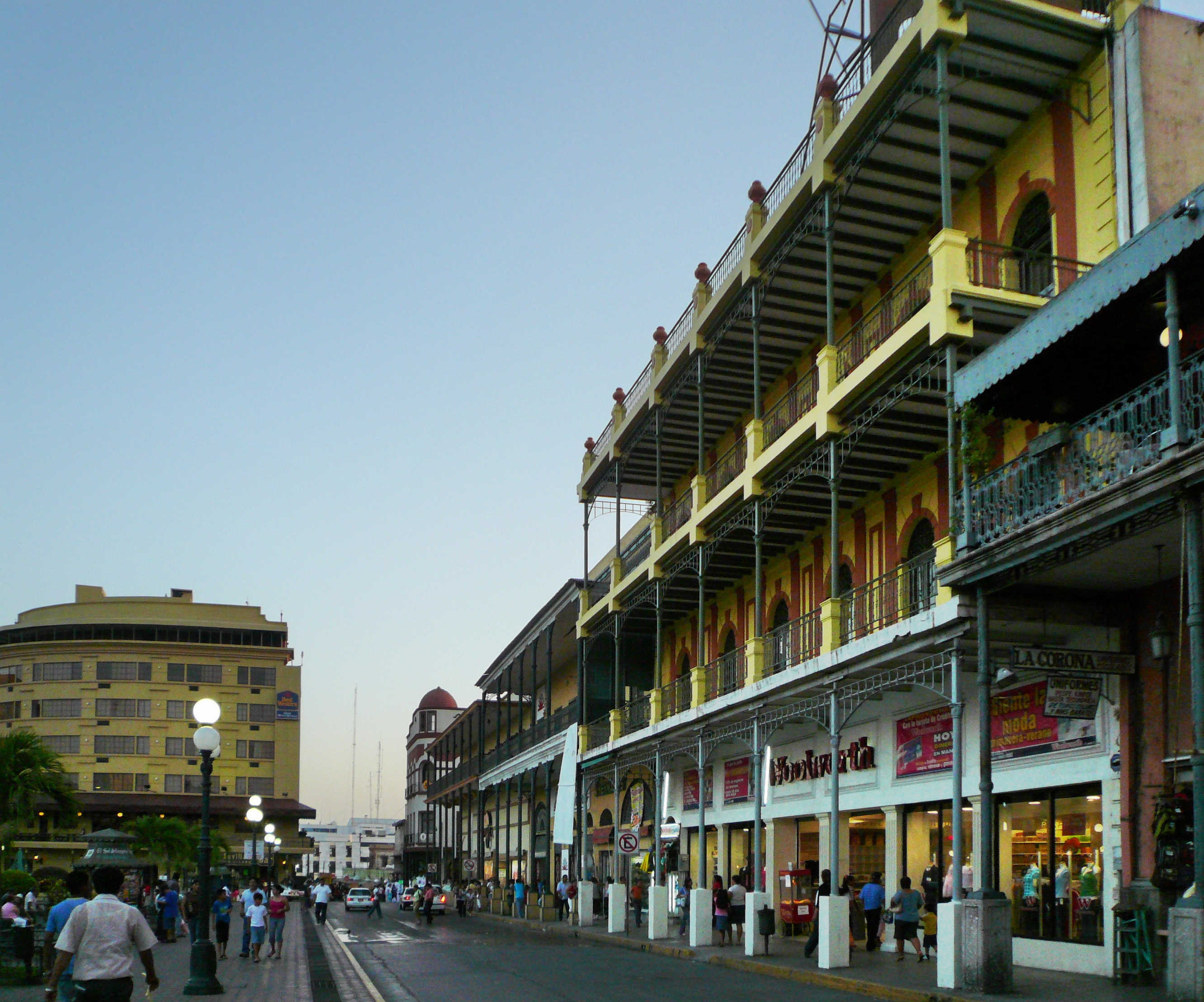
Zentrum von Tampico

1532 bot Fray Andres de Olmos, ein Franziskaner, den Huaxteken seinen Schutz an. Am 26. April 1554 wurde mit Genehmigung des königlichen Gouverneurs Luis Velasco von dem Ordensbruder ein Kloster errichtet. Zu Ehren des Gouverneurs wurde es San Luis de Tampico genannt.
Nachdem es 1683 von Piraten zerstört worden war, wurde es erst 1823 auf Befehl des Generals Antonio López de Santa Anna wieder besiedelt. 1829 besiegte Santa Anna hier eine spanische Einheit. Tampico war während des Mexikanisch-Amerikanischen Krieges (1846–48) sowie 1862 während der französischen Intervention von den Franzosen besetzt. Am 7. August 1866 wurde die französische Armee in Tampico von der liberalen Armee unter Präsident Benito Juárez besiegt. 
1870 weihte General Porfirio Díaz den ersten Pier ein, das Zollgebäude wurde 1896 gebaut. Bis 1901 war Tampico ein zweitrangiger Hafen, nach der Erschließung von Ölfeldern in der Umgebung wurde es Anfang des 20. Jahrhunderts zum wichtigsten Ölhafen der Welt. Auch heute noch ist Tampico der modernste Hafen Mexikos.
Die Stadt wurde zum Namensgeber der aus mexikanischen Agaven produzierten Pflanzenfaser (Tampico-)Fibre.
Die Festnahme von amerikanischen Seeleuten am 9. April 1914 führte zum Tampico-Zwischenfall und in Folge zur Besetzung von Veracruz und schließlich zur Abdankung des mexikanischen Präsidenten Victoriano Huerta.

## Söhne und Töchter der Stadt
- Alberto Aguilar Mijes (* 1960), Fußballtorwart und -trainer
- Manuel Arango (* 1936), Filmproduzent, Unternehmer, Philanthrop und Oscarpreisträger
- Omar Arellano Nuño (* 1967), Fußballspieler und -trainer
- Emilio Azcárraga Vidaurreta (1895–1972), Medienunternehmer
- Alicja Bachleda-Curuś (* 1983), polnische Schauspielerin und Sängerin
- Rebeca Bernal (* 1997), Fußballspielerin
- James Carlos Blake (1943–2025), US-amerikanischer Autor von Romanen, Kurzgeschichten und Essays
- Jorge Arturo Candía (* 1956), Fußballspieler
- Esther Chapa (1904–1970), Medizinerin, Hochschullehrerin und Frauenrechtlerin
- Linda Christian (1923–2011), Schauspielerin
- Alejandra Cisneros (* 1995), Tennisspielerin
- Lolita de la Colina (* 1948), Singer-Songwriterin
- Ernesto Corripio y Ahumada (1919–2008), Erzbischof von Mexiko-Stadt und Kardinal
- Ernesto Cortázar Sr. (1897–1953), Komponist, Schauspieler, Regisseur und Drehbuchautor
- Xavier Cortés Rocha (* 1943), Architekt und Stadtplaner
- Edmundo Font López (* 1953), Botschafter
- Juan García Esquivel (1918–2002), Musiker, Bandleader und Filmkomponist
- Julio Gómez (* 1994), Fußballspieler
- Alejandro Gómez Monteverde (* 1977), Regisseur und Drehbuchautor
- José Ángel Gurría (* 1950), Generalsekretär der OECD
- Joaquín del Olmo (* 1969), Fußballspieler
- Hugo Pineda (* 1962), Fußballtorwart
- Rodolfo Pizarro (* 1994), Fußballspieler
- Antonio Portales (* 1996), Fußballspieler
- Marco Antonio Ruiz (* 1969), Fußballspieler
- Francisco Solís (* 1952), Fußballspieler
- Cecilia Suárez (* 1971), spanisch-mexikanische Schauspielerin und Aktivistin gegen Femizid, Gewalt gegen Frauen und Menschenrechte
- Arturo Antonio Szymanski Ramírez (1922–2018), Erzbischof von San Luis Potosí
- Juan Mariano Varela (* 1972), Fußballfunktionär und -spieler
- Rocío Verdejo (* 20. Jahrhundert), Schauspielerin
- Katalina Verdin (* 1975), Fotomodell
- Víctor Manuel Vucetich (* 1955), Fußballspieler und -trainer
- Martín Zúñiga (* 1970), Fußballtorwart

## Klimatabelle
|                       | Jan  | Feb  | Mär  | Apr  | Mai  | Jun   | Jul   | Aug   | Sep   | Okt   | Nov  | Dez  |   |         |
| Mittl. Tagesmax. (°C) | 22,9 | 24,3 | 26,8 | 28,9 | 31,0 | 31,8  | 31,7  | 32,1  | 31,4  | 29,5  | 26,5 | 23,7 | ⌀ | 28,4    |
| Mittl. Tagesmin. (°C) | 14,9 | 15,8 | 18,9 | 21,4 | 24,2 | 25,1  | 24,7  | 24,8  | 24,0  | 21,9  | 18,7 | 15,6 | ⌀ | 20,9    |
|                       |      |      |      |      |      |       |       |       |       |       |      |      |   |         |
| Niederschlag (mm)     | 27,6 | 18,4 | 16,1 | 23,6 | 52,0 | 195,3 | 150,8 | 170,9 | 264,8 | 136,4 | 39,8 | 54,2 | Σ | 1.149,9 |
|                       |      |      |      |      |      |       |       |       |       |       |      |      |   |         |
| Regentage (d)         | 5,4  | 5,0  | 3,8  | 3,8  | 5,1  | 10,4  | 12,3  | 13,5  | 14,2  | 9,3   | 6,7  | 6,8  | Σ | 96,3    |
|                       |      |      |      |      |      |       |       |       |       |       |      |      |   |         |
| Wassertemperatur (°C) | 21   | 22   | 23   | 26   | 28   | 29    | 29    | 29    | 29    | 27    | 24   | 21   | ⌀ | 25,7    |
|                       |      |      |      |      |      |       |       |       |       |       |      |      |   |         |
| Luftfeuchtigkeit (%)  | 81   | 81   | 80   | 82   | 81   | 82    | 80    | 80    | 81    | 79    | 79   | 80   | ⌀ | 80,5    |

| 14,9 |

| 15,8 |

| 18,9 |

| 21,4 |

| 24,2 |

| 25,1 |

| 24,7 |

| 24,8 |

| 24,0 |

| 21,9 |

| 18,7 |

| 15,6 |

| 14,9 |

| 15,8 |

| 18,9 |

| 21,4 |

| 24,2 |

| 25,1 |

| 24,7 |

| 24,8 |

| 24,0 |

| 21,9 |

| 18,7 |

| 15,6 |